# Vitrolife
Vitrolife är ett svenskt börsnoterat medicintekniskt företag, som säljer produkter för provrörsbefruktning, framför allt odlingsmedier.
Vitrolife grundades 1994 som Scandinavian IVF Science AB. Det slogs samman med Xvivo Transplantation Systems AB 1999. Bolaget börsnoterades 2001 på Nasdag Stockholm.
Utvecklingen av lungtransplantationsteknik organiserades 2009 som ett dotterföretag, som delades ut till aktieägarna 2012 och börsnoterades på First North-listan under namnet Xvivo Perfusion.
År 2014 köptes det danska Unisense FertiliTech A/S, namnändrat till Vitrolife A/S.
2021 förvärvade Vitrolife Igenomix, reproduktionsgenetiska tjänster främst för IVF-kliniker. Tillsammans bildade dem Vitrolife Group